# 目時站
目時站（日语：／ Metoki eki */?）是一位於日本青森縣三戶郡三戶町，隸屬於青森鐵道及IGR岩手銀河鐵道共同使用的鐵路車站，原為JR東日本東北本線的車站，2002年12月1日因東北新幹線延長至八戶站，按《日本新幹線鐵道整備法》規定，JR須放棄經營與新建成新幹線平行的在來線路段，結果，東北本線盛岡～八戶一段交由兩間分別接辦岩手縣及青森縣內的地元第三部門鐵道，並以本站作為兩間新鐵道公司的境界站。
由於本站位於青森縣，管理權及擁有權皆歸青森鐵路；在路線營運上，則設定盛岡～八戶為一體路線，除各自在縣內開設的區間車外，兩社列車可以進行直通運轉，連運轉士及車掌也可隨列車直通至對方的區域，而不需仿效其他鐵路公司，須在境界站交換人員。另一方面，JR東日本的寢台列車及JR貨物的貨物列車也會通過本站，同樣也容許由兩社的運轉士及車掌進入。
又雖然是會社境界站，但現時並沒有任何定期班次以本站作為起訖。

## 車站結構
以鋼筋及水泥所建成的單層建築1座，於1967年因應東北本線複線化時遷移車站位置而建立，設有候車室及已停止使用的站務員室。候車室內設有自動售票機1部，除可購買青森鐵道線及岩手銀河鐵道線節車票外，亦可購買近距離接駁JR八戶線或花輪線的車票。
設有側式月台2座，提供2線2面的配置。月台建築於基堤上，只以鋼板及角鐵所砌成，當通過站舍的閘口後，再沿基堤下的地下道及有蓋階梯通往各月台。而每邊月台除了各設有1座有趟門的候車室外，便沒有任何其他設施，亦各只設有1個月台出入口，位於月台中央，連接至有蓋行人通道。

### 月台配置

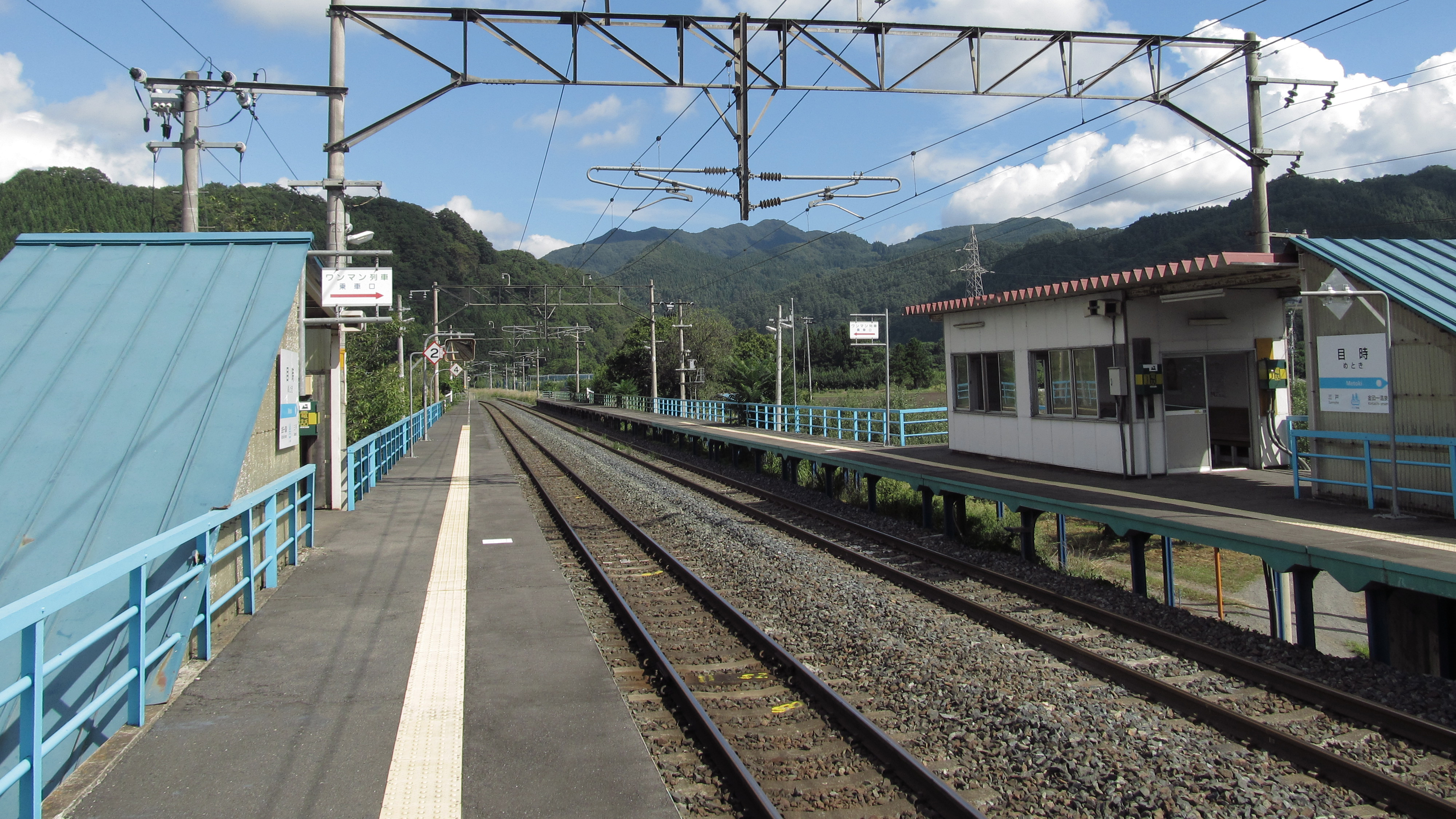
月台（2012年9月）

| 月台 | 路線            | 目的地         |
| ---- | --------------- | -------------- |
| 1    | ■青森鐵道線     | 三戶、八戶方向 |
| 2    | ■岩手銀河鐵道線 | 二戶、盛岡方向 |

## 歷史
- 1924年12月20日：日本國有鐵道「目時信號場」開設。
- 1948年10月1日：昇格為車站，開始辦理客運及貨運。
- 1962年4月1日：貨物提取服務取消。
- 1967年12月14日：金田一溫泉站～本站複線化，因路線變更而遷移至本位置。
- 1987年4月1日：國鐵分割民營化，本站由JR東日本繼承經營。
- 2002年12月1日：東北新幹線延長至八戶，本站改由青森鐵路管理，並與IGR岩手銀河鐵道共同使用。

## 利用狀況
- 2012年度1日平均乗降人員為801人。不過，由於數目也包涵了通過的臥鋪列車客量，實際使用者較公佈的數字為少。

| 上下車人數統計     | 上下車人數統計     | 上下車人數統計                                | 上下車人數統計  |
| 年度               | 1日平均 上下車人數 | 備註                                          | 參考資料        |
| ------------------ | ------------------ | --------------------------------------------- | --------------- |
| 2002年（平成14年） | 816                | 包括與青森鐵道線直通運行。                    | [ 利用客数 1 ]  |
| 2003年（平成15年） | 1,053              | 包括與青森鐵道線直通運行。                    | [ 利用客数 2 ]  |
| 2004年（平成16年） | 1,059              | 包括與青森鐵道線直通運行。                    | [ 利用客数 3 ]  |
| 2005年（平成17年） | 1,034              | 包括與青森鐵道線直通運行（含臥鋪特急630人）。 | [ 利用客数 4 ]  |
| 2006年（平成18年） | 1,039              | 包括與青森鐵道線直通運行（含臥鋪特急606人）。 | [ 利用客数 5 ]  |
| 2007年（平成19年） | 1,051              | 包括與青森鐵道線直通運行（含臥鋪特急598人）。 | [ 利用客数 6 ]  |
| 2008年（平成20年） | 842                | 包括與青森鐵道線直通運行（含臥鋪特急409人）。 | [ 利用客数 7 ]  |
| 2009年（平成21年） | 772                | 包括與青森鐵道線直通運行（含臥鋪特急399人）。 | [ 利用客数 8 ]  |
| 2010年（平成22年） | 722                | 包括與青森鐵道線直通運行（含臥鋪特急359人）。 | [ 利用客数 9 ]  |
| 2011年（平成23年） | 716                | 包括與青森鐵道線直通運行（含臥鋪特急292人）。 | [ 利用客数 10 ] |
| 2012年（平成24年） | 87                 | 此站利用乘客                                  | [ 利用客数 11 ] |
| 2012年（平成24年） | 714                | 包括與青森鐵道線及JR之路線直通運行。          | [ 利用客数 11 ] |
| 2013年（平成25年） | 798                | 包括與青森鐵道線直通運行。                    | [ 利用客数 12 ] |
| 2014年（平成26年） | 830                | 包括與青森鐵道線直通運行。                    | [ 利用客数 13 ] |
| 2015年（平成27年） | 623                | 包括與青森鐵道線直通運行。                    | [ 利用客数 14 ] |
| 2016年（平成28年） | 455                | 包括與青森鐵道線直通運行。                    | [ 利用客数 15 ] |
| 2017年（平成29年） | 439                | 包括與青森鐵道線直通運行。                    | [ 利用客数 16 ] |

## 相鄰車站
青森鐵道、 IGR岩手銀河鐵道
■青森鐵道線、■岩手銀河鐵道線
金田一溫泉（岩手銀河鐵道線）－目時－三戶（青森鐵道線）

### 人數統計
1. ↑   (PDF). IGRいわて銀河鉄道.   [2019-02-04]. （原始内容 (PDF)存档于2019-02-04）.
2. ↑   (PDF). IGRいわて銀河鉄道.   [2019-02-04]. （原始内容 (PDF)存档于2019-02-04）.
3. ↑   (PDF). IGRいわて銀河鉄道.   [2019-02-04]. （原始内容 (PDF)存档于2019-02-04）.
4. ↑   (PDF). IGRいわて銀河鉄道.   [2019-02-04]. （原始内容 (PDF)存档于2019-02-04）.
5. ↑   (PDF). IGRいわて銀河鉄道.   [2019-02-04]. （原始内容 (PDF)存档于2019-02-04）.
6. ↑   (PDF). IGRいわて銀河鉄道.   [2019-02-04]. （原始内容 (PDF)存档于2019-02-04）.
7. ↑   (PDF). IGRいわて銀河鉄道.   [2019-02-04]. （原始内容 (PDF)存档于2019-02-04）.
8. ↑   (PDF). IGRいわて銀河鉄道.   [2019-02-04]. （原始内容 (PDF)存档于2019-02-04）.
9. ↑   (PDF). IGRいわて銀河鉄道.   [2019-02-04]. （原始内容 (PDF)存档于2019-02-04）.
10. ↑   (PDF). IGRいわて銀河鉄道.   [2019-02-04]. （原始内容 (PDF)存档于2019-02-04）.
11. ↑   (PDF). IGRいわて銀河鉄道.   [2019-02-04]. （原始内容 (PDF)存档于2019-02-04）.
12. ↑   (PDF). IGRいわて銀河鉄道.   [2019-02-04]. （原始内容 (PDF)存档于2019-02-04）.
13. ↑   (PDF). IGRいわて銀河鉄道.   [2019-02-04]. （原始内容 (PDF)存档于2019-02-04）.
14. ↑   (PDF). IGRいわて銀河鉄道.   [2019-02-04]. （原始内容 (PDF)存档于2019-02-04）.
15. ↑   (PDF). IGRいわて銀河鉄道.   [2019-02-04]. （原始内容 (PDF)存档于2019-02-04）.

## 外部連結
- 青森鐵道目時站 （页面存档备份，存于）（日語）
- IGR岩手銀河鐵道目時站公式網頁。（日語）